# Wadadah Football Club
Maillots
Le Wadadah Football Club est un club jamaïcain de football basé à Montego Bay.

## Palmarès
- Championnat de Jamaïque (2)
  - Champion : 1988, 1992

- Coupe de Jamaïque
  - Finaliste : 2000, 2001

## Anciens joueurs
- Durrant Brown
- Warren Barrett
- Donovan Ricketts